# Pinus remota
Pinus remota (лат.) — кустарник или небольшое дерево, вид рода сосна (Pinus) семейства Сосновые (Pinaceae). Произрастает в юго-западном Техасе и северо-восточной Мексике. Его можно отличить от других видов сосны по тонкостенным семенам, что делало его особенно привлекательным в качестве пищи для индейцев и мексиканцев, живущих там, где росло дерево. Испанский исследователь Кабеса де Вака отметил, что орешки этой сосны были важной пищей индейцев в 1536 году.

## Ботаническое описание
Pinus remota — небольшое дерево или крупный кустарник, достигающий 3-10 м в высоту с диаметром ствола до 40 см. Кора толстая, грубая, чешуйчатая. Листья («хвоя») — смешанные пары и реже тройки, тонкие, 3-5 см длиной, тускло-серо-зелёные, с устьицами как на внутренней, так и на внешней поверхности. Шишки приземистые, шаровидные, 3-5 см в длину и широкие в закрытом состоянии, вначале зелёные, созревают в возрасте 18-20 месяцев, жёлто-охристые, с небольшим количеством тонких чешуек, обычно с 5-12 плодородными чешуйками.
При созревании шишки раскрываются до 4-6 см шириной, удерживая семена на чешуе после раскрытия. Семена имеют длину 10-12 мм, с очень тонкой оболочкой, белым эндоспермом и рудиментарным крылом размером 1-2 мм. Семена разносятся сойкой Aphelocoma woodhouseii, которая вырывает семена из открытых шишек. Сойка, которая использует семена в качестве пищевого ресурса, хранит многие семена для дальнейшего использования, и некоторые из этих сохранённых семян не используются и могут вырасти в новые деревья.

## Таксономия
Pinus remota ранее был включён в состав Pinus cembroides, но был выделен в отдельный подвид в 1966 году, когда американский ботаник Элберт Л. Литтл заметил, что семенная оболочка некоторых сосен в Техасе была очень тонкой по сравнению со многими другими. Он выделил его в разновидность Pinus cembroides var. remota. Последующие исследования обнаружили другие отличия, и теперь к нему обычно относятся как к отдельному виду, вероятно, более близкому к P. edulis, у которого тонкая семенная оболочка и листья встречаются в основном парами. Pinus remota отличается как от двух упомянутых видов очень маленькой утопленной семенной чешуйкой на чешуях конуса (более крупными и шишковидными на других соснах).

## Распространение и местообитание
Встречается в США и Мексике. Естественный ареал сосны включает западный Техас, на южной окраине плато Эдвардс и холмах между Форт-Стоктоном и Пресидио, а также на северо-востоке Мексики, в основном в Коауила, но также только в Чиуауа и Нуэво-Леон. Встречается на малых и средних высотах, от 450—700 м на плато Эдвардс и от 1200—1800 м на остальной части ареала. Вид редкорасселённый с небольшими рассредоточенными популяциями, обычно на сухих, каменистых участках и балках, где голые скалы снижают вероятность распространения лесных пожаров.

## Применение
Съедобные семена иногда собирают, как и семена других сосен, и продают как кедровые орешки. Однако в его бесплодной и сухой среде обитания редкие и мелкие посевы являются нормальным явлением, что снижает его экономическую ценность. Иногда вид высаживают как декоративное дерево, где его замечательная устойчивость к засухе и даже полупустынным условиям делает его ценным в жарких и засушливых районах.

## Охранный статус
Международный союз охраны природы классифицирует природоохранный статус вида как «вызывающий наименьшие опасения».